# Microtityus
Genre
Synonymes
- Parvabsonus Armas, 1974

Microtityus est un genre de scorpions de la famille des Buthidae.

## Distribution
Les espèces de ce genre se rencontrent aux Antilles et en Amérique du Sud.

## Liste des espèces
Selon The Scorpion Files (15/07/2024) :
- Microtityus adriki Moreno-González, Bertani & Carvalho, 2024
- Microtityus angelaerrosae Gonzáles-Sponga, 2001
- Microtityus barahona Armas & Teruel, 2012
- Microtityus biordi González-Sponga, 1970
- Microtityus bivicentorum Botero-Trujillo, Erazo-Moreno & Perez, 2009
- Microtityus borincanus Teruel, Rivera & Sanchez, 2014
- Microtityus capayaensis González-Sponga, 2001
- Microtityus consuelo Armas & Marcano Fondeur, 1987
- Microtityus desuzeae González-Sponga, 2001
- Microtityus difficilis Teruel & Armas, 2006
- Microtityus dominicanensis Santiago-Blay, 1985
- Microtityus eustatia Armas, 2018
- Microtityus farleyi Teruel, 2000
- Microtityus flavescens Teruel, 2001
- Microtityus franckei Botero-Trujillo & Noriega, 2008
- Microtityus fundorai Armas, 1974
- Microtityus guantanamo Armas, 1984
- Microtityus iviei Armas, 1999
- Microtityus jaumei Armas, 1974
- Microtityus joseantonioi González-Sponga, 1981
- Microtityus kovariki Teruel & Infante, 2007
- Microtityus lantiguai Armas & Marcano Fondeur, 1992
- Microtityus litoralensis González-Sponga, 2001
- Microtityus lourencoi Armas & Teruel, 2012
- Microtityus minimus Kovařík & Teruel, 2014
- Microtityus paucidentatus Armas & Marcano Fondeur, 1992
- Microtityus prendinii Armas & Teruel, 2012
- Microtityus pusillus Teruel & Kovařík, 2012
- Microtityus reini Armas & Teruel, 2012
- Microtityus rickyi Kjellesvig-Waering, 1966
- Microtityus santosi Teruel, Rivera & Sanchez, 2014
- Microtityus sevciki González-Sponga, 2001
- Microtityus solegladi Armas & Teruel, 2012
- Microtityus starri Lourenço & Huber, 1999
- Microtityus trinitensis Armas, 1974
- Microtityus vanzolinii Lorenco & Eickstedt, 1983
- Microtityus vieques Teruel, Rivera & Santos, 2015
- Microtityus virginiae Armas, 1999
- Microtityus vulcanicus Teruel, 2019
- Microtityus waeringi Francke & Sissom, 1980
- Microtityus yaracuyanus González-Sponga, 2001

Selon World Spider Catalog (version 23.5, 2023) :
- † Microtityus ambarensis (Schawaller 1982)

## Systématique et taxinomie
Ce genre a été décrit par Kjellesvig-Waering en 1966 dans les Buthidae.

## Étymologie
Le nom de ce genre est créé à partir de « micro » du grec  signifiant petit, car il regroupe des espèces de petite taille.

## Publication originale
- Kjellesvig-Waering, 1966 : « The scorpions of Trinidad and Tobago. » Caribbean Science, vol. 6, no 3/4, p. 124–135.